# Percy Rojas
Percy Rojas Montero (Lima, 16 de setembro de 1949) é um ex-futebolista peruano que atuava como atacante.
Jogando pelo Independiente sagrou-se campeão da Taça Libertadores da América de 1975. Pela Seleção Peruana foi campeão da Copa América de 1975 e disputou as Copas da Argentina 1978 e a da Espanha 1982.